# Hale Itakaloti, Madhugiri
Hale Itakaloti là một làng thuộc tehsil Madhugiri, huyện Tumkur, bang Karnataka, Ấn Độ.